# 마스코 요시히로
마스코 요시히로(일본어: 益子 義浩, 1987년 7월 12일 ~ )는 일본의 축구 선수이다.

## 구단 경력
그는 2014년부터 2018년까지 J리그의 후쿠시마 유나이티드 FC, 그루자 모리오카에서 활동하였다.